# Coral Harbour
Coral Harbour (Inuktitut: Salliq/Salliit) é um pequeno povoado canadense.
Localizado na Ilha Southampton, Região de Kivalliq, Nunavut, possui 1.035 habitantes (censo de 2021). Seu nome deriva da barreira de coral que percorre as águas do povoado que é situado na cabeça de South Bay.
É o único povoado do Canadá que não segue horário de verão, por isso permanece a ano todo no mesmo fuso horário.